# Качурка кільчаста
Качурка кільчаста (Oceanodroma hornbyi) — вид морських буревісникоподібних птахів родини качуркових (Hydrobatidae).

## Назва
Вид O. hornbyi названий на честь британського адмірала Фіппса Горнбі (1785-1867).

## Поширення
Вид поширений на сході Тихого океану вздовж узбережжя Еквадору, Перу та Чилі. Гніздиться в прибережній пустелі на півдні Перу та півночі Чилі.

## Опис
Птах завдовжки 21-23 см. Верхня частина тіла світло-сіра, нижня частина біла. Верхівка голова чорна, лоб і потилиця білі.

## Спосіб життя
Живе і харчується у відкритому морі. Полює на ракоподібних, невеликих рибок, головоногих і планктон. Гніздування виду вперше спостерігали у 2017 році в пустелі Атакама за 70 км від моря. Птахи, як вважається, розмножуються в період з березня по липень.